# Ennuegament
L'ennuegament és l'obstrucció accidental de les vies respiratòries altes o mitjanes, generalment en fallar la deglució d'aliments, i que pot arribar a provocar l'asfíxia del subjecte afectat i en la majoria d'aquests casos més greus, la mort si no s'atén amb rapidesa.
L'ennuegament es produeix de manera accidental quan un subjecte degluteix un tros semisòlid d'aliment de grandària superior al que pot passar per la laringe obstruint aquesta i produint asfíxia. Això pot ocórrer amb objectes esfèrics sòlids mitjanament petits o resilentes (bales, pilotes petites) en els nens o trossos de carn mal mastegats (molt comú) en els adults. El temps estimat per recuperar les vies no pot excedir dels 4 minuts.
L'ennuegament evita que es respiri i pot ser parcial o complet. L'ennuegament perllongat o complet resulta en l'asfíxia la qual porta a la hipòxia mèdica (anòxia) i potencialment és fatal. L'oxigen emmagatzemat als pulmons del pacient permet que aquest sobrevisqui durant un minuts després de deixar de respirar.

## Mostres d'ennuegament
En cas d'ennuegament perllongat la víctima presenta els símptomes següents:
- No pot parlar o emetre cap so.
- La cara se li torna blava (cianosi) per la falta d'oxigen.
- S'agafa desesperadament la gola.
- Produeix tossits dèbils, i la dificultat a respirar produeix un soroll agut.
- Realitzant l'anterior, cau inconscient.

## Primers auxilis
Si la persona ennuegada sembla que pot tossir, s'ha d'animar a que segueixi tossint per veure si pot expulsar l'objecte en un estossec.
Conscient
1. Donar 5 cops forts a l'esquena: Comprovar després de cada cop si ha saltat el cos . No cal donar-ne més.
2. Si no ha funcionat, provar la Maniobra de Heiml

Inconscient
1. Posar a la víctima amb cura a terra.
2. Cridar al 112.
3. Iniciar la reanimació cardiopulmonarrències Refe

- «European Resuscitation Council Guidelines for Resuscitation 2010: Adult Foreign Body Airwau Obstruction Treatment» p. 1226.   Elsevier, 2010. Arxivat de l'original el 2013-04-30. [Consulta: 21 abril 2013].